# يوهانس باول
يوهانس باول (بالألمانية: Johannes Paul)‏ (و. 1891 – 1990 م) هو مؤرخ، وأستاذ جامعي ألماني، ولد في لايبزيغ، توفي في هامبورغ، عن عمر يناهز 99 عاماً.